# Виловлювання (право)
Виловлювання (англ. fishing expedition) — метафора, що позначає процесуальну тактику в цивільному судочинстві країн загального права через використання можливостей щодо дослідження доказів. Тактика полягає у витребувані в іншій стороні якомога більше документів та відомостей, як обґрунтування доказів. Розрахунок робиться на те, що в цих відомостях вдасться винайти факти, що дозволять змінити позивачу вимоги позову або, через додаткові витрати, змусять протилежну сторону піти на мирову угоду. 
Термін, зазвичай, використовується в негативному сенсі, позначає що запит на дослідження доказів не викликає сумніви в добропорядності використанні: дуже широкий, дорогий у підготовці або може використовуватись як тиск.
Метафора існує XVIII ст., попередньо, в судах, схожим терміном англ. fishing bill позначали дуже широкий запит на дослідження доказів. 